# Paradise: Hope
Paradise: Hope (en alemany: Paradies: Hoffnung és una pel·lícula dramàtica austríaca del 2013 dirigida per Ulrich Seidl, la tercera de la seva Trilogia Paradise. La pel·lícula es va estrenar en competició al 63è Festival Internacional de Cinema de Berlín. I es va projectar a la secció Contemporary World Cinema del Festival Internacional de Cinema de Toronto de 2013.

## Argument
Mentre la mare de Melanie passa les seves vacances a Kenya, un grup d'adolescents amb sobrepès va a un campament de dieta a les muntanyes austríaques. La vida quotidiana al campament està marcada per exercicis, menjars racionats i assessorament alimentari. A la nit, les noies parlen de problemes de pubertat, fumen cigarrets i roben menjar de la cuina. Melanie s'enamora del seu metge i director del campament. El metge està dividit entre el deure professional i les seves emocions, que es tornen més fortes contra la seva voluntat. Al final, s'obliga a prohibir més contacte entre ell i Melanie, causant-li una profunda angoixa.

## Repartiment
- Melanie Lenz com a Melanie
- Verena Lehbauer com a Verena
- Joseph Lorenz com a metge
- Viviane Bartsch com a dietista

En una revisió positiva, Steven Boone va assenyalar: "Seidl està fascinat amb les petites maneres en què les persones decoren les seves vides per reflectir el futur més brillant pel qual estan treballant dins d'un sistema rígid que promet aquest futur i el nega contínuament". També va assenyalar que "la càmera de Seidl sempre es posa enrere per deixar que els entorns de les dones i la seva orientació dins d'ells expliquin les seves històries d'una manera que pugui inspirar un reconeixement compassiu". Al New York Times, Stephen Holden va observar que la pel·lícula "contempla la tirania del que avui en dia de vegades es coneix com a "feixisme corporal" en una societat que ofereix ideals gairebé impossibles de bellesa i joventut".